# Agapostemon peninsularis
Agapostemon peninsularis är en biart som beskrevs av Roberts 1972. Agapostemon peninsularis ingår i släktet Agapostemon och familjen vägbin. Inga underarter finns listade i Catalogue of Life.